# Ashampoo AntiSpyWare
Ashampoo AntiSpyWare — антивирусное программное обеспечение, разрабатываемое германской частной компанией Ashampoo. Предоставляет пользователю защиту от вирусов, троянских, шпионских программ, руткитов и adware.

## Описание
Антишпионское решение от компании Ashampoo, предназначенное для защиты и отражению опасных и подозрительных объектов исходящих из Интернета. 
Обладает приличным набором инструментов от вирусов, шпионов, перехватчиков клавиатурного ввода, рекламных модулей и прочих опасных программ, которые могут нарушить работоспособность компьютера или украсть личные данные. 
В базе данных Ashampoo AntiSpyWare хранится около 2 009 156 вредоносных объектов, программа способна мониторить системную деятельность в фоновом режиме, благодаря постоянному активному сканеру, предоставляя защиту, а также пути решения в реальном времени на компьютере, не мешая работе пользователя. 
Используя эвристическое сканирование установленное в настройках, способна проверить абсолютно все файлы в системе, к примеру, архивы защищённые паролем, опознавать неизвестные сигнатуры или потоковые данные в файловой системе NTFS, а также отталкивать те подозрительные и вредосносные программы, которые ещё неизвестны.
Антивирус не является кроссплатформенным программным обеспечением и работает только на компьютерах под управлением операционной системы Microsoft Windows.

## Возможности
Включает в себя различные режимы сканирования и осуществляет проверку: 
- - всего компьютера.
  - указанную пользователем область.
  - системных областей.
  - жёстких дисков.
  - на наличие руткитов.
  - системного реестра.
  - cookies браузеров.
  - определенных папок.

- Надежный блокировщик рекламы, которая поступает через популярные программы (Windows Media Player, MSN Messenger, QuickTime и прочих).
- Детектор Rootkit (может работать без вмешательства Ashampoo AntiSpyWare и запускаться пользователем отдельно).
- Интернет очистка (удаление всех следов веб-сёрфинга в сети).
- Компактный и простой в использовании графический интерфейс.
- Карантинная зона.
- Менеджер автозапуска.
- Журнал событий.
- Планировщик заданий.

- Также в стандартную комплектацию входят дополнительные инструменты для обеспечения безопасности.
  - File Wiper. Безвозвратное уничтожение файлов, папок или целых дисков.
  - Hosts File Checker. Поверка файла хостов Windows на перенаправления и их удаление, в случае необходимости.
  - StartUp Tuner. Проверка и определение приложений, которые должны загружаться при запуске Windows.
  - Rootkit Detector. Сканирование системы на наличие скрытых процессов и файлов.
  - Internet Checker. Удаление файлов кэша, cookies и истории известных браузеров.
  - ADS Scanner. Поиск на NTFS дисках дополнительных потоков, которые невидны в проводнике и их удаление, в случае необходимости.
  - Process manager. Просмотр информации о процессах и их завершение, если необходимо.
  - LSP Viewer. Управление установленными WinSock LSP, которые влияют на поведение сети и Интернета.